# Cefazolin
Cefazolin je cefalosporinski antibiotik prve generacije.
Učinkovina se daje intramuskularno (v mišico) ali intravensko (v žilo).

## Indikacije
Cefazolin se uporablja zlasti za zdravljenje okužb kože, lahko pa se uporablja tudi pri srednje hudih okužbah pljuč, kosti, sklepov, želodca, krvi, srčnih zaklopk in sečil. Klinično je učinkovit zoper okužbe, ki jih povzročajo stafilokoki in streptokoki. Te bakterije sicer normalno naseljujejo kožo. Pri več vrstah bakterij je bila opažena odpornost proti cefazolinu.

## Neželeni učinki
Neželeni učinki pri cefazolinu niso pogosti. Možni neželeni učinki vključujejo drisko, bolečino v želodcu, slabost, bruhanje in izpuščaj.
Kot pri določenih drugih cefalosporinih cefazolin v svoji kemijski zgradbi vsebuje stransko verigo z N-metiltiotetrazolom (NMTT ali 1-MTT). Ko se zdravilo v telesu razgradi, se sprošča prosti NMTT, ki lahko povzroči hipoprotrombinemijo (verjetno zaradi zaviranja encima epoksid-reduktaze vitamina K in reakcije z etanolom, ki je podobna tisti pri disulfiramu (zaradi zaviranja encima aldehid-dehidrogenaze).

## Zaščitena imena
Cefazolin se na tržišču pojavlja pod različnimi zaščitenimi imeni: 
Ancef, Cefacidal, Cefamezin, Cefrina, Elzogram, Faxilen, Gramaxin,  Kefazol, Kefol, Kefzol, Kefzolan, Kezolin, Novaporin in Zolicef.